# 壽法寺
壽法寺（じゅほうじ）は、大阪府大阪市天王寺区にある浄土宗の寺院。山号は是心山、本尊は阿弥陀如来。近年では寿法寺の字を当てることも多い。

## 歴史

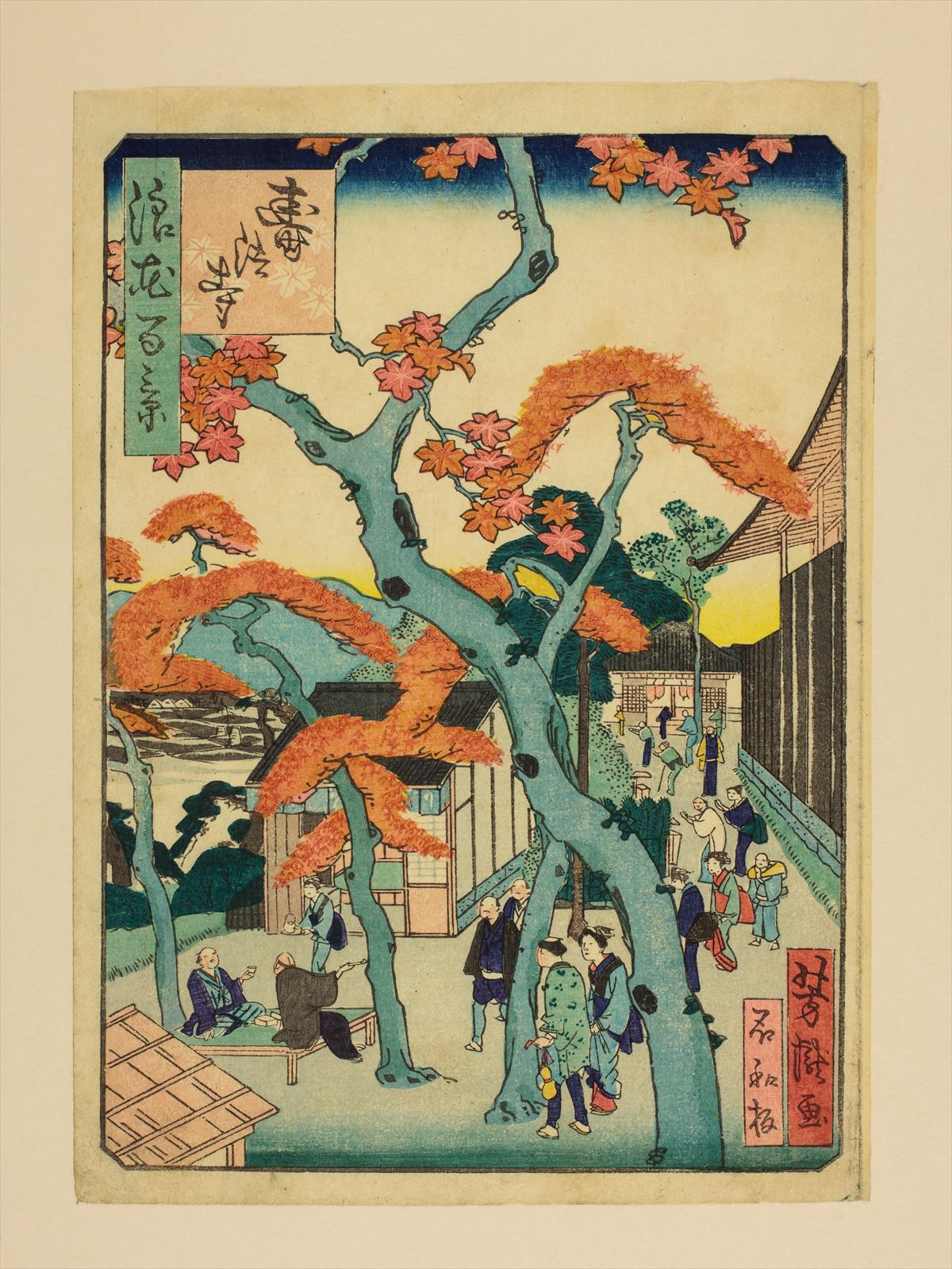
寿法寺 (里の家芳瀧/画　浪花百景)（大阪市立図書館デジタルアーカイブ）

寺伝によれば元禄4年（1691年）に筑後善導寺の住職であった信誉恵秀が建立した庵がはじまりであるとする。元禄11年（1698年）、廣誉普照が一寺を建立する心願を立てて常念佛を始め、日野屋利兵衛が土地を寄進。建立された寺は山号が日野屋利兵衛の法名から、寺号がその妻の法名から取られて是心山壽法寺となった。また、春日屋九兵衛や塩屋孫左衛門などによって元禄12年から16年にかけて複数の堂宇が建てられた。
本尊の阿弥陀如来像は第3代天台座主・圓仁（慈覚大師）作と伝わる。
かつては現在の天王寺区役所付近まで広がっていた毘沙門池のほとりにあって紅葉の名所としても知られ、江戸時代の終わり頃に描かれた錦絵の『浪花百景』にも題材として取り上げられている。なお、池は明治末から大正末にかけて全て埋め立てられたため、当時の様子を伝えるのは同寺の通称「もみじ寺」のみである。
1887年、大阪事件関係者の慰霊祭が行なわれ、慰霊碑が建てられた。1995年に石碑が再建されている。

## 芸人との関わり
桂文三（2〜4代）、三遊亭圓馬（2代、3代）、笑福亭松鶴（歴代）など、落語家やその他の芸人の墓地が多く置かれている。

## 六十六部廻国供養塔
巡礼者に結縁したことを記念して建てられた供養塔で宝永8年（1711年）2月8日の銘を持つ。大阪市内にある約30基の同種の塔でもっとも古く大きい。平成17年度に大阪市指定文化財に指定された。

## 周辺
- 天王寺公園
  - 慶沢園
  - 大阪市立美術館
- 茶臼山古墳